# Partito del Programma Socialista della Birmania
Il Partito del Programma Socialista della Birmania (in inglese: Burma Socialist Programme Party - BSPP; in birmano: မ္ရန္‌မာ့ဆုိရ္ဟယ္‌လစ္‌လမ္‌းစဥ္‌ပာတီ, Myanma Hsoshalit Lanzin Pati), noto anche come Partito Lanzin, fu il partito del regime militare che prese il potere nel 1962 e l'unico partito politico a cui fu permesso di esistere legalmente in Birmania dal 1964 fino alle dimissioni come conseguenza delle rivolte popolari del 1988.

## Storia
Il PPSB fu fondato il 4 luglio 1962, dopo la dichiarazione della "via birmana al socialismo" da parte del Consiglio rivoluzionario il 30 aprile 1962. La "via birmana al socialismo" fu l'ideologia politica ed economica del Consiglio rivoluzionario, che prese il potere con il colpo di Stato del 2 marzo 1962. I presidenti del partito sono stati:
- Ne Win (4 giugno 1962 - 23 luglio 1988)
- Sein Lwin (26 luglio - 12 agosto 1988)
- Maung Maung (19 agosto - 18 settembre 1988)

Dagli ideali sia marxisti e buddisti, Ne Win perseguì politiche socialiste (collettivizzazione delle terre e delle altre attività economiche, abolizione delle classi sociali e della proprietà privata) pur non alleandosi né con la Repubblica Popolare Cinese né con l'Unione Sovietica ed anzi portando avanti una campagna anticomunista. 
La dittatura durò fino al 1988, con la rivolta 8888 e il cambio di tre presidenti in un anno. Dopo questa dittatura si arrivò nel 1990 a libere elezioni, il cui risultato non fu però rispettato dall'esercito, che con un colpo di Stato instaurò un nuovo regime militare, con al potere la giunta militare denominata Consiglio di Stato per la Restaurazione della Legge e dell'Ordine e poi, dal 1997, Consiglio di Stato per la Pace e lo Sviluppo.
Il partito si sciolse riformandosi il 24 settembre 1988 con il nome Partito di Unità Nazionale.